# Обикновен паун
Обикновеният паун (Pavo cristatus), още индийски или син паун, е едра птица от семейство Фазанови. Тя е монотипен вид, характеризиращ се с наличието на множество цветови вариации в резултат на одомашняване и селекция от човека.

## Разпространение
Видът е широко разпространен в Пакистан, Индия и Шри Ланка на надморска височина до 2000 m. Ареалът му на местообитание обхваща районите южно и източно от река Инд, в Джаму и Кашмир, източен Асам, южен Мизорам и целия Индийски полуостров. Обитава както джунгли и горски местности, така и обработваеми земи в близост до селищата.
Макар че е пренесен доста рано в Средиземноморието, широко разпространение в Европа намира едва след походите на Александър Велики в Индия. Одомашняването му е спомогнало видът да се разпространи във всички части на света.
Паунът в Индия е защитен вид (обявен със Закона за индийските диви животни от 1972 г.) Видът е обявен за националната птица на Индия.

## Описание
При пауна е ясно изразен половият диморфизъм. Мъжките са ярко оцветени, с дълги пера на опашката, които по дължината си имат характерни „очи“. Дължината на тялото е около 100—125 cm, а опашката 40—200 cm. Мъжките тежат 4—6 kg, а теглото на женските варира от 2,75 до 4 kg. Главата и шията са със син цвят, гърбът е зелен, а долната част на тялото е черна. Женските са сивкави на цвят, по-невзрачни и не притежават удължена опашка. Оперението на мъжките до 1,5 година наподобява това на женските. Характерното оцветяване в пълната си яркост развиват до към третата година. Продължителността на живота е около 20 години.

## Размножаване
Паунът е полигамна птица. Мъжките живеят в групи с по 3 до 5 женски. Половата зрялост настъпва на две-тригодишна възраст. Сезонът на чифтосването продължава от април до септември. Снасят по 4—10 яйца на земята. Птиците, отглеждани като декоративни животни, снасят три пъти годишно. Инкубацията продължава 28 дни.

## Допълнителни сведения
През ранния плиоцен (преди около 5-2 млн. г. фосилни видове пауни са обитавали Европа, Балканския полуостров и България.
В България от палеоорнитолога проф. Златозар Боев са открити костни останки от бравардов паун (Pavo bravardi) - най-едрата горска птица през целия терциер в Европа. Те произлизат отпреди около 3,3-3,1 млн. г. от някогашна, днес разрушена, плиоценска пещера в околностите на с. Муселиево (Никополско). Приблизително по същото време този паун е обитавал и крайречните гори в земите на днешна Северна Гърция, където е открит в отложенията на находището Megalo Emvolon край гр. Солун.